# Oswald Smith Crocket
Oswald Smith Crocket (1868-1945) est un avocat, un journaliste et un homme politique canadien qui fut député du Nouveau-Brunswick.

## Biographie
Oswald Smith Crocket naît le 13 avril 1868 à Chatham, au Nouveau-Brunswick. Il suit des études à l'Université du Nouveau-Brunswick où il obtient un baccalauréat en arts en 1886. Tout en reprenant des études, cette fois de Droit, il devient correspondant du journal le Saint John Globe. Il est ensuite admis au barreau en 1892 mais continue néanmoins à travailler dans le milieu journalistique jusqu'en 1904, année où il se lance en politique. 
Il est élu le 3 novembre 1904 député fédéral de la circonscription de York face à Alexander Gibson sous la bannière conservatrice. Il est réélu en 1908 et en 1911 mais démissionne le 11 décembre 1913 afin de pouvoir être nommé juge à la Cour suprême du Nouveau-Brunswick puis, le 21 septembre 1932, juge à la Cour suprême du Canada. Il prend sa retraite le 13 avril 1943 et meurt le 2 mars 1945.